# Place Adolphe-Max
La place Adolphe-Max, anciennement place Vintimille, est une place du 9e arrondissement de Paris.

## Situation et accès
Le quartier est desservi par la ligne 2 aux stations Place de Clichy et Blanche. Les trains de la ligne 13 circulent également à la station Place de Clichy.

## Origine du nom

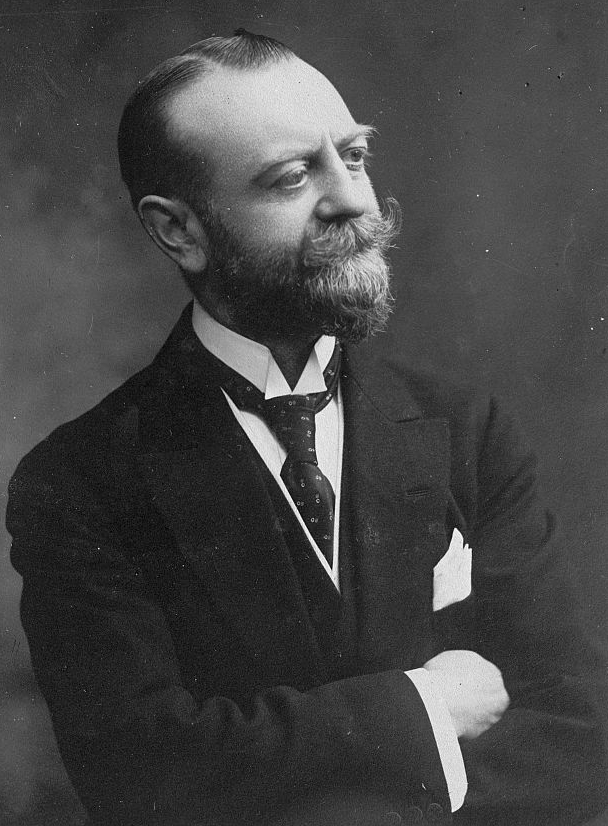
Adolphe Max.

Cette place doit son nom à  Adolphe Max (1869-1939), homme politique belge et bourgmestre de Bruxelles.

## Historique

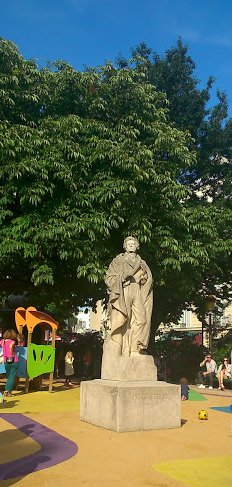
Statue d'Hector Berlioz au centre du square Berlioz.

L'ouverture de la place est autorisée par ordonnance du 21 juin 1841 :
« Louis-Philippe, etc.,
vu l'offre faite par les sieurs de Greffulhe frères et Paul de Ségur, d'ouvrir sur des terrains dont ils sont propriétaires, à Paris, entre les rues Blanche et de Clichy, cinq rues dont une nouvelle place, sous certaines conditions exigées par l'administration municipale, et à la charge par eux de céder à la ville le sol des nouvelles voies publiques ;
le plan des alignements projetés ;
la délibération du Conseil municipal de Paris, en date du 20 novembre 1840 ; l'avis du préfet de la Seine, et les autres pièces produites ; l'article 52 de la loi du 16 septembre 1807 ;
notre Conseil d’État entendu, nous avons ordonné et ordonnons ce qui suit :
- Article 1 : les sieurs de Greffulhe frères et Paul de Ségur sont autorisés à former une place et à ouvrir cinq rues sur des terrains dont ils sont propriétaires, à Paris, entre les rues Blanche et de Clichy dont la largeur des rues est fixée à 12 mètres.
- Article 2 : l'autorisation ci-dessus est accordée à la charge, par les propriétaires, de céder gratuitement à la ville de Paris, le sol des nouvelles voies publiques, et de se conformer aux clauses et conditions exprimées dans la délibération du Conseil municipal, en date du 20 novembre 1840, sauf en ce qui concerne l'établissement des pans coupés et l'agrandissement de la place, qui ne sont point exécutoires d'après les alignements arrêtés par l'article premier ci-dessus ; et, en outre, à la charge d'établir sous les trottoirs, un caniveau pour l'écoulement des eaux ménagères et pluviales.
- Article 3 : notre ministre secrétaire d’État de l'Intérieur, est chargé, etc.,

Donné au palais de Neuilly, le 21 juin 1841. »
Cette place est ouverte en 1844 sur une partie des terrains du nouveau Tivoli (ancien domaine du pavillon La Bouëxière) sous le nom de « place Vintimille ». La voie est nommée ainsi en l'honneur de la comtesse Philippe de Ségur, née de Vintimille du Luc, veuve en premières noces du comte de Greffulhe.
La place prend son nom actuel le 25 janvier 1940.

## Bâtiments remarquables et lieux de mémoire
- En 1852, Mathieu-Meusnier érige une statue de Napoléon III, en Prométhée. À la suite de l’émotion provoquée par la nudité de l’empereur, l’artiste retire son œuvre et la détruit[4] .
- Le milieu de la place est occupé par un jardin public, dénommé square Hector-Berlioz depuis 1905, orné de la statue d'Hector Berlioz.
- N°10 : entrée d'une voie privée.
- N°11 : maison où résida le peintre Eugène Boudin entre 1871 et 1898.

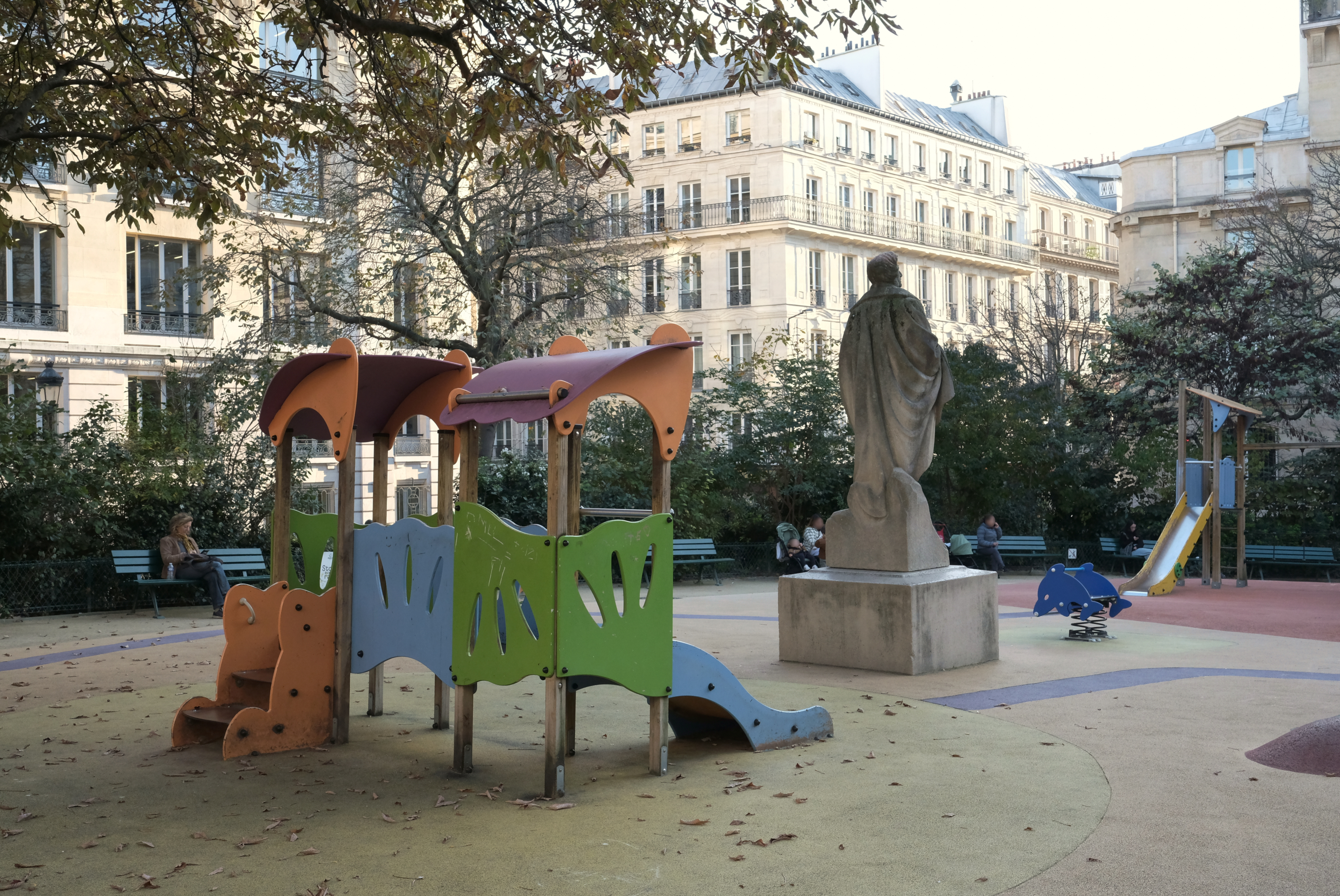
Square Hector-Berlioz.
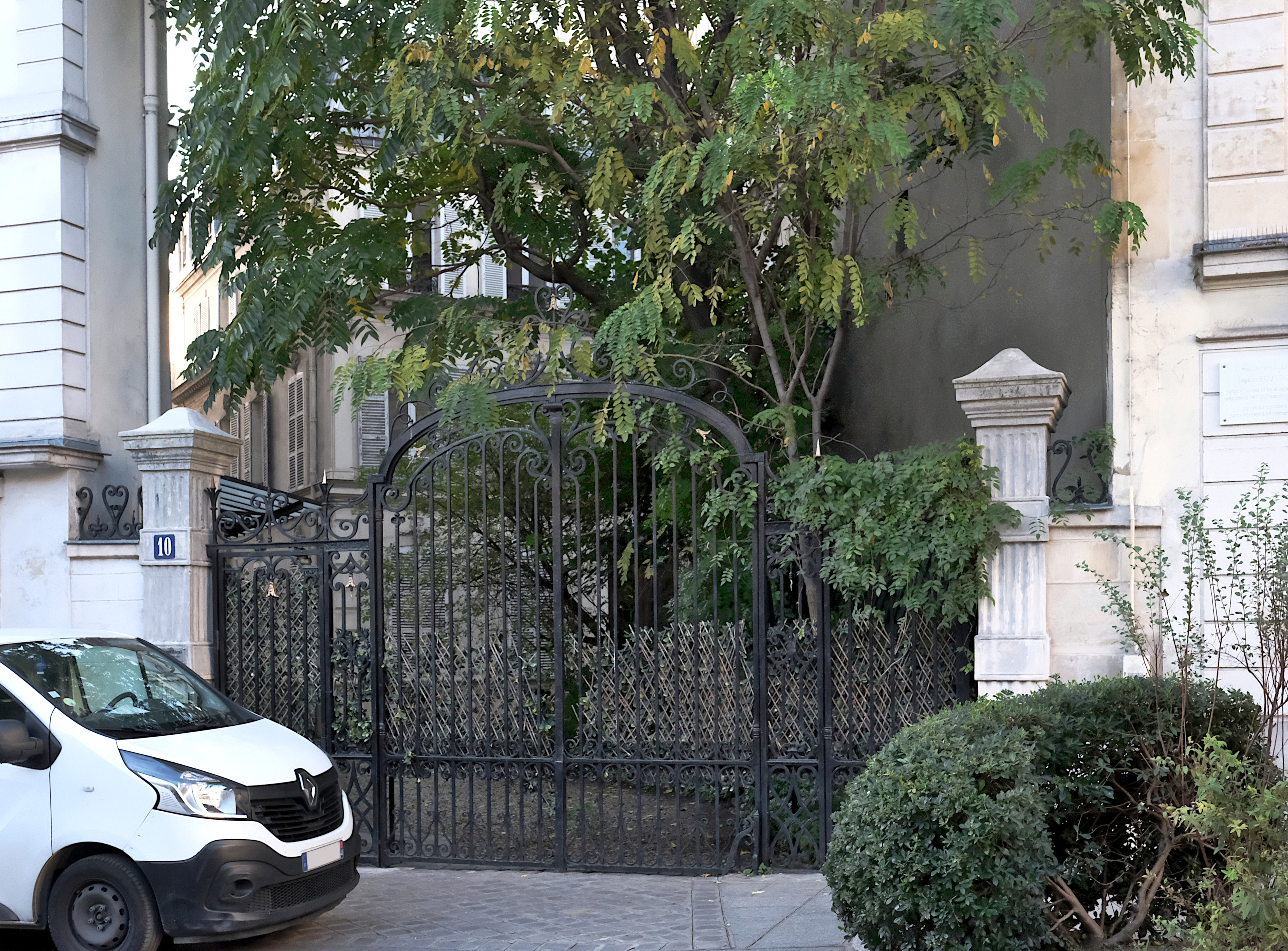
Entrée du n°10.
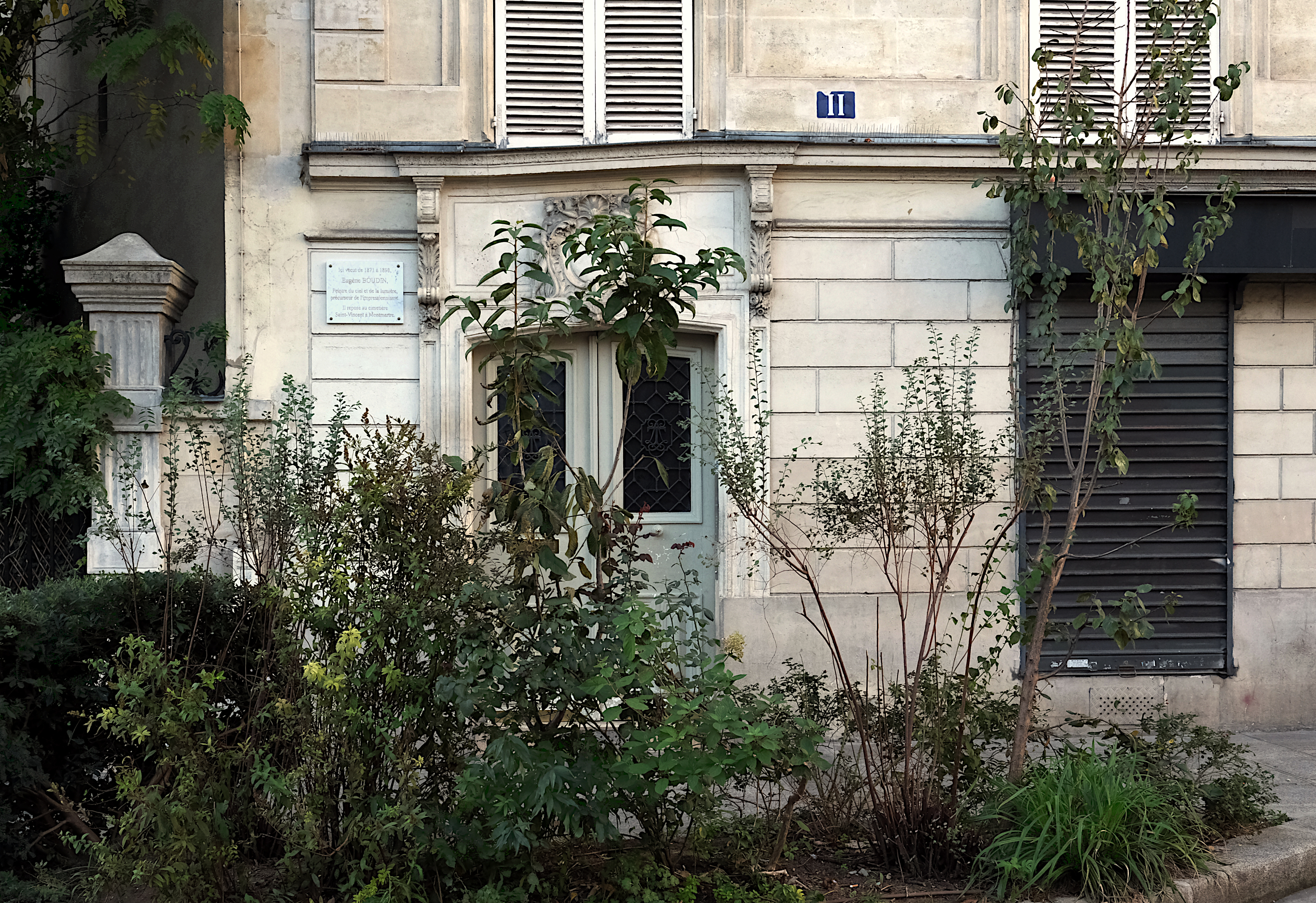
N°11 : maison où résida Eugène Boudin (plaque sur la façade).

## Galerie

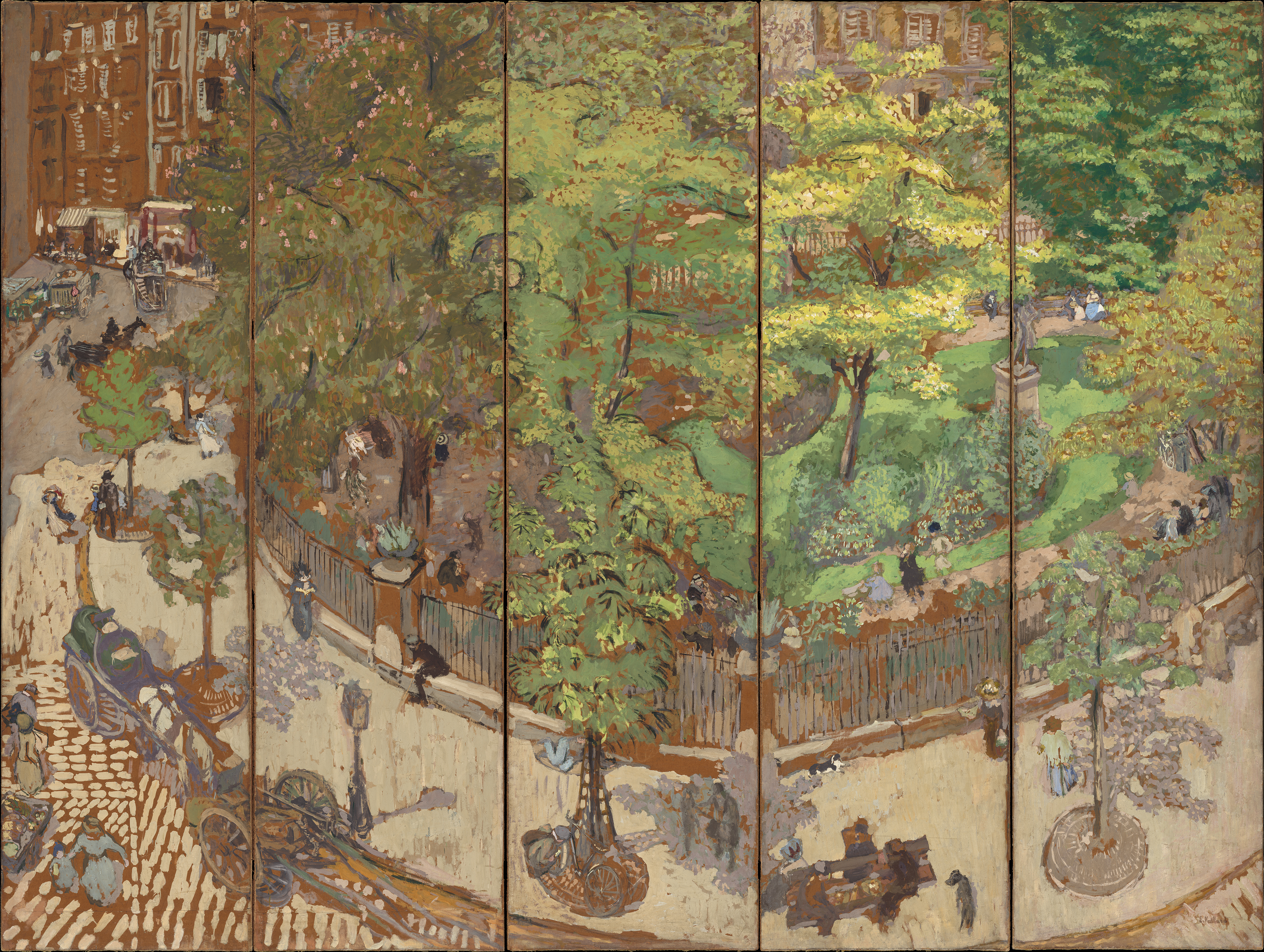
Représentation de la place par Edouard Vuillard dont la mère habitait au 6 jusqu'à sa mort en 1928.
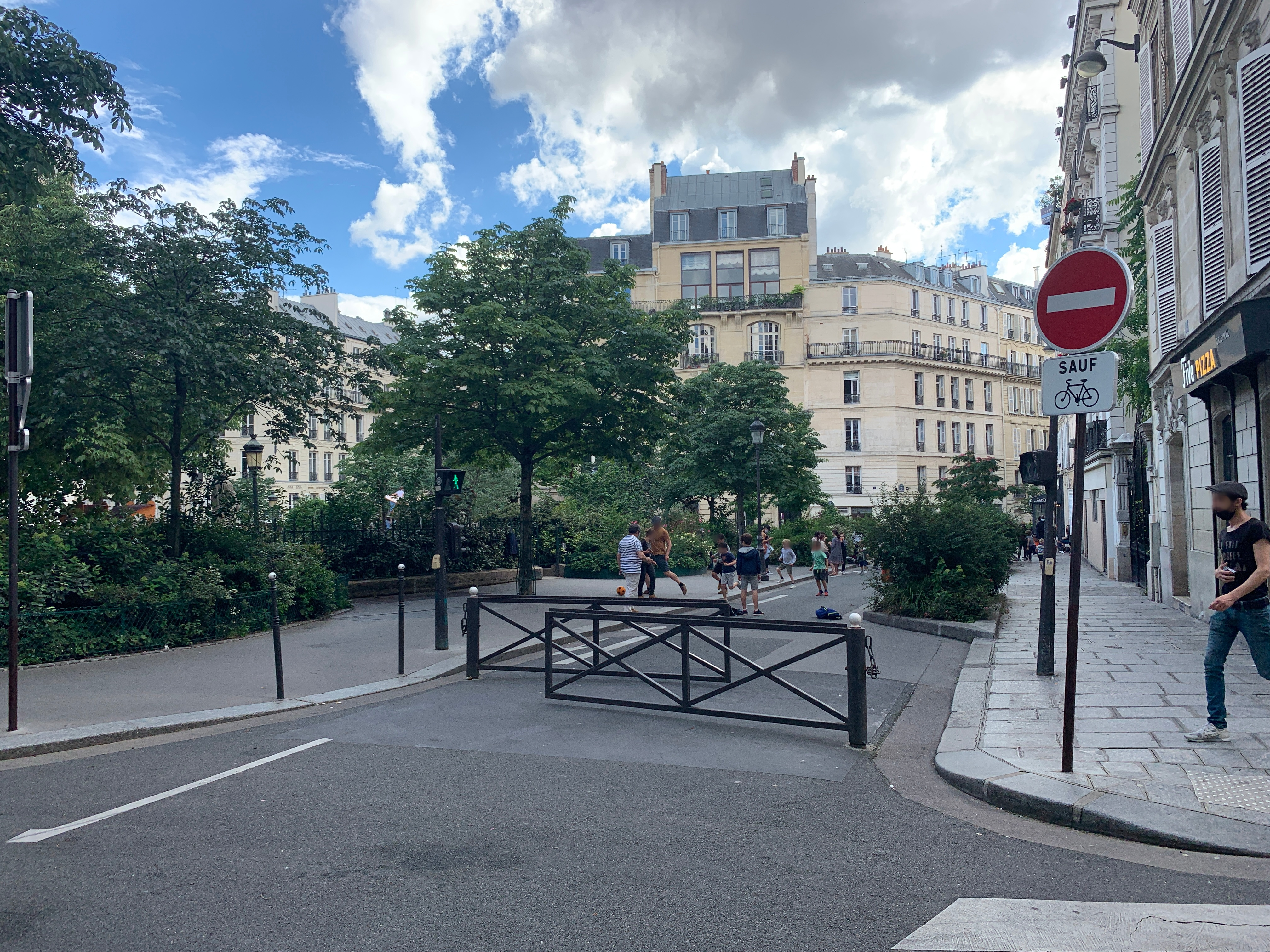
Piétonnisation mise en place par la mairie d'arrondissement